# Chiesa di San Paolo (Pistoia)
La chiesa di San Paolo è una chiesa pistoiese del X secolo dedicata a san Paolo.

## Storia e descrizione
La primitiva struttura si fa risalire al X secolo, ma solo nel XII secolo l'edificio iniziò ad assumere le forme attuali. L'esterno mantiene inalterati i caratteri del gotico toscano, mentre l'interno, ad un'unica navata severa e spoglia, ha subito pesanti ristrutturazioni nel Seicento e nell'Ottocento, fino all'incendio che nel 1895 distrusse l'organo e il tetto, danneggiando molti arredi.

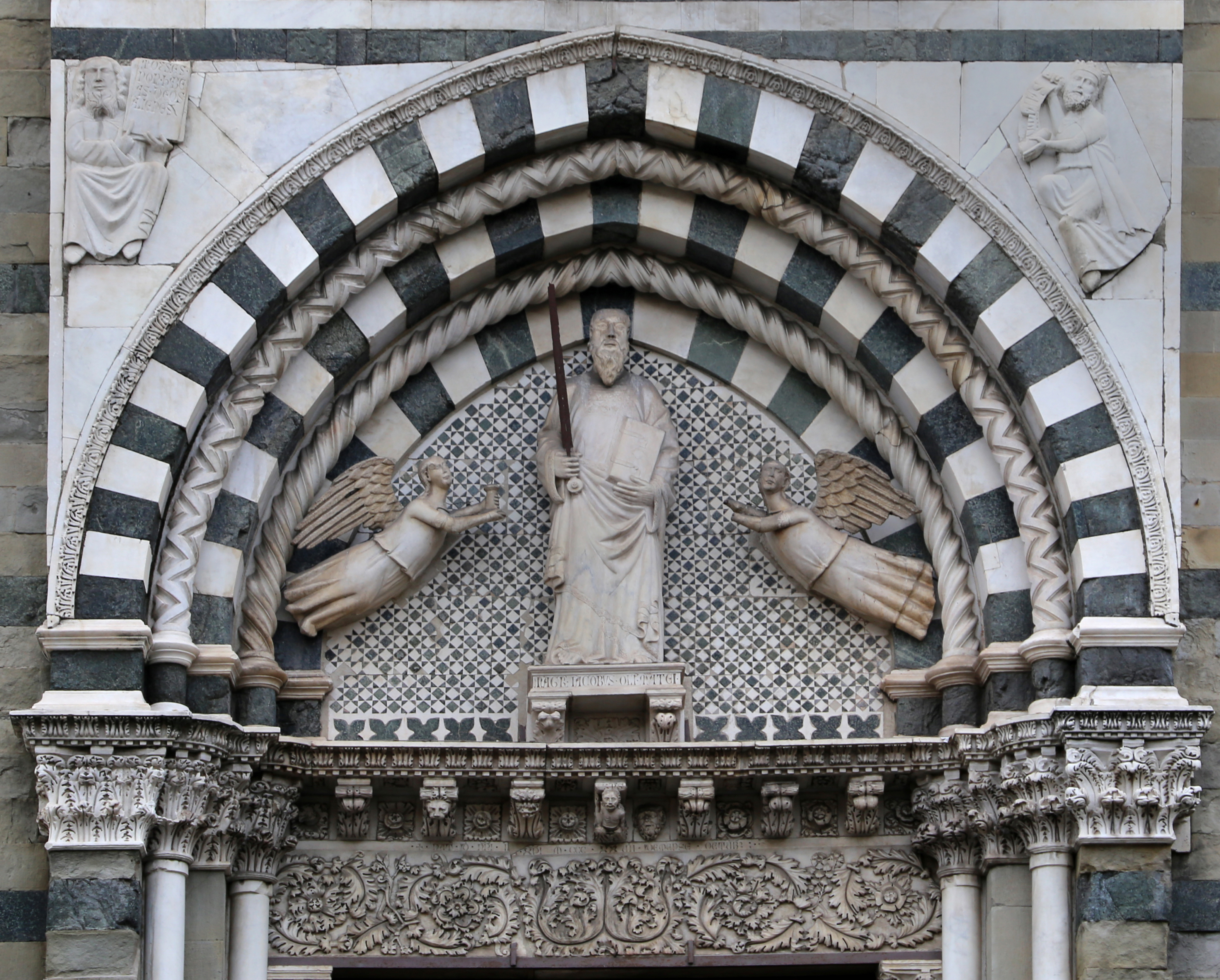
Portale

Fra le opere, l'affresco con Sant'Agata e sant'Eulalia, di Gerino Gerini (1520); di fronte, un Crocifisso del XIV secolo usato per le processioni penitenziali. Nella Sacra Conversazione di fra' Paolino (1528) si riconosce l'effigie del Savonarola nelle vesti di san Pietro martire. Nella sacrestia sono stati riportati alla luce alcuni affreschi tre-quattrocenteschi.
La chiesa primigenia, fuori dalle mura della prima cerchia, era orientata con la facciata prospiciente l'allora via della Spada, oggi della Rosa. L'ampliamento, iniziò nel 1136, con il prolungamento a sud e l'occupazione dello spazio fuori dalla Porta Caldatica.
Sopra il portale sono scolpiti in bassorilievo Mosè David.
Sulla facciata, a destra del portale, due arche in pietra riportano lo stemma dei Banchieri, il cui palazzo si trovava nella retrostante via Amati.
La invetriata dietro l'abside è stata sostituita negli anni novanta del XX secolo con un'opera dello scultore, pittore e ceramista Umberto Buscioni raffigurante la Conversione di Paolo. Nel 2011, sempre dello stesso artista, sono state aggiunte quattro vetrate raffiguranti le quattro parti del giorno: l'alba, il mattino, il pomeriggio, la notte. Ogni vetrata contiene un fiore "mistico", che richiama le virtù della vergine Maria. La scelta di questo tema per le vetrate è anche da mettersi in relazione alle quattro fasce orarie (divise anch'esse sulla base delle quattro parti del giorno) durante le quali si svolge, nella cappella laterale della chiesa, l'Adorazione Eucaristica Perpetua, in cui i fedeli si avvicendano in preghiera giorno e notte, ogni giorno dell'anno senza interruzione. La cappella, una stanza interna alla base del campanile, era originariamente usata dal campanaro per azionare le campane della chiesa. Esistono tuttora alcuni frammenti di decorazioni risalenti circa al 1700.

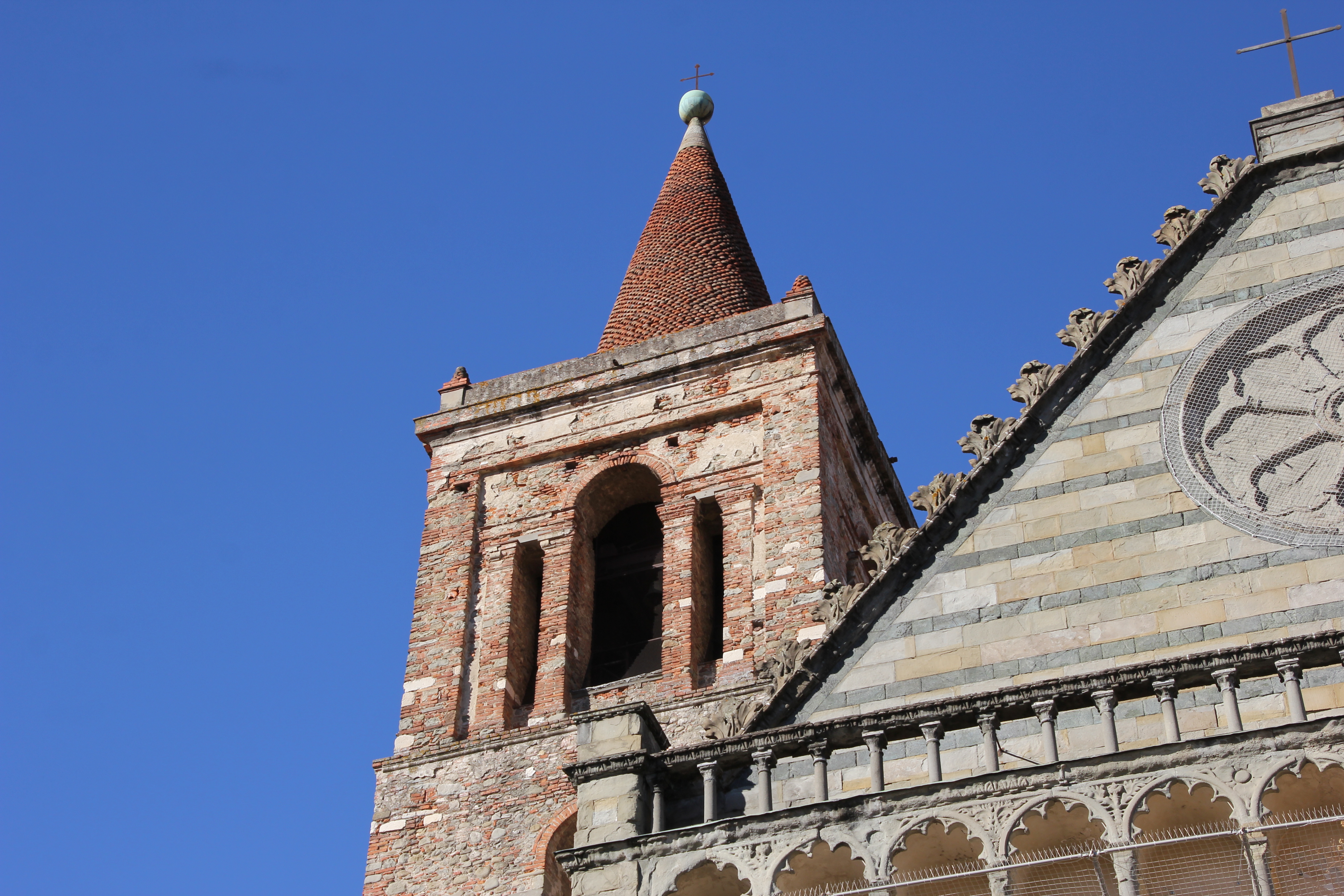
Il campanile
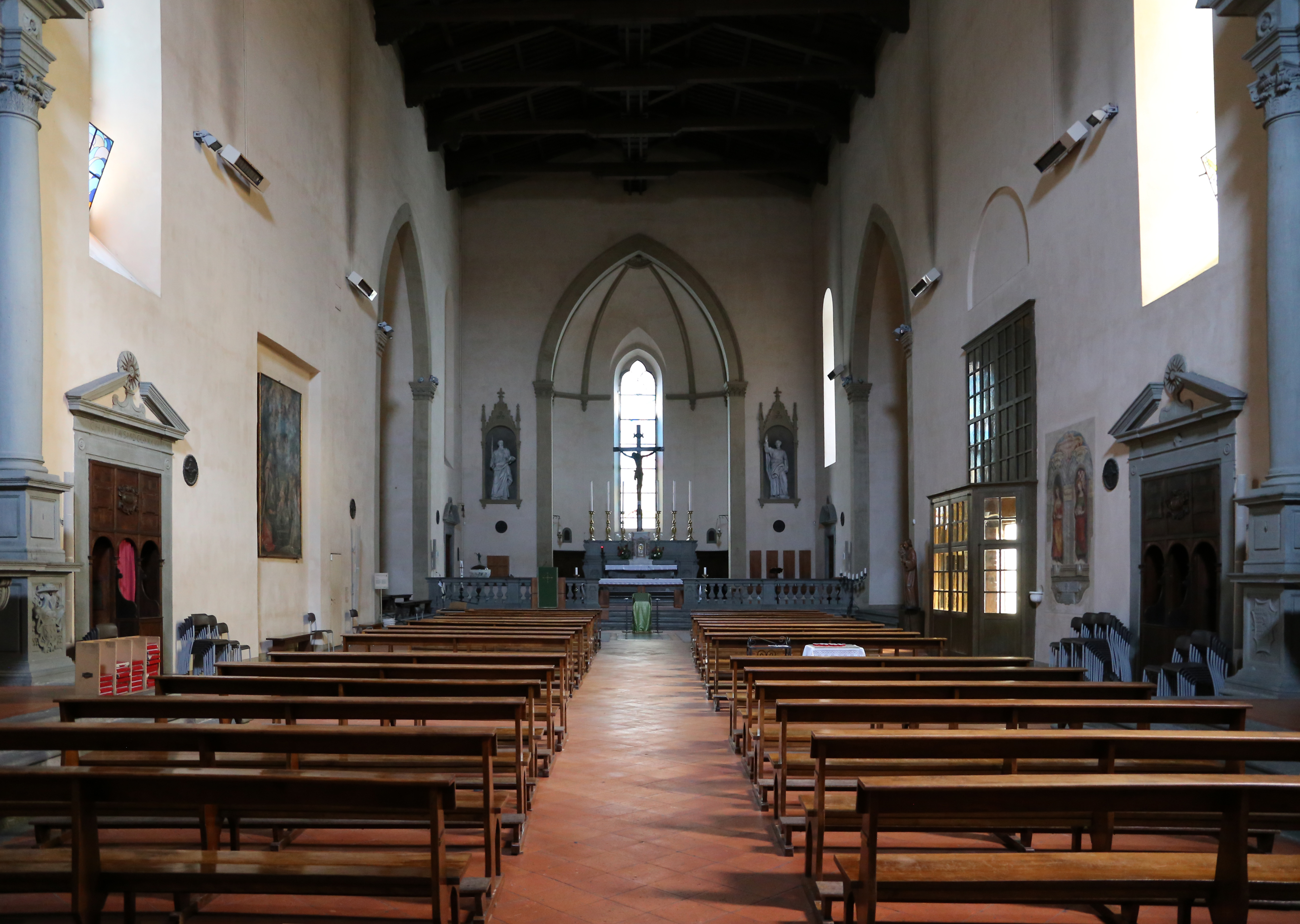
Interno della chiesa di San Paolo
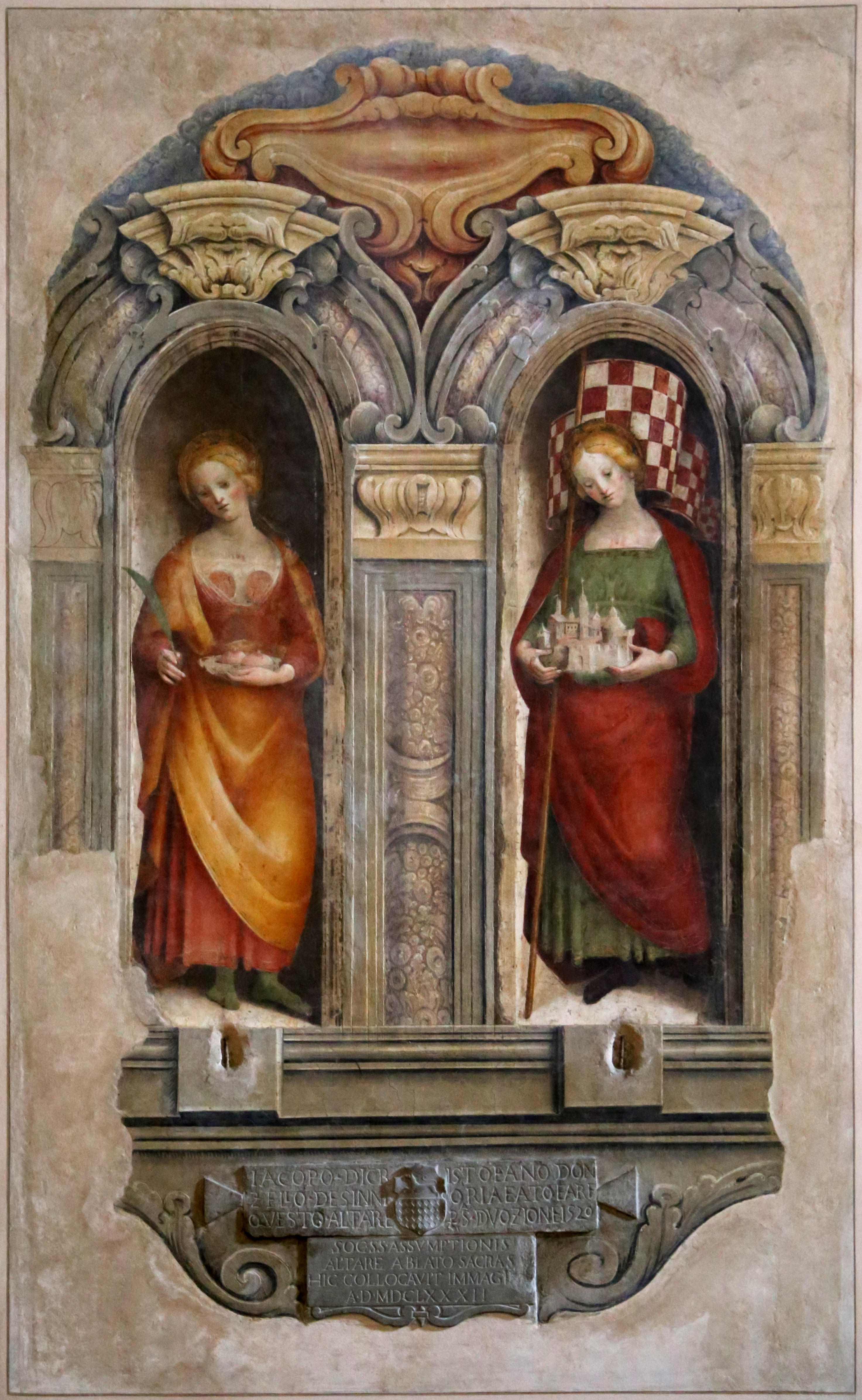
Le Sante Agata e Eulalia
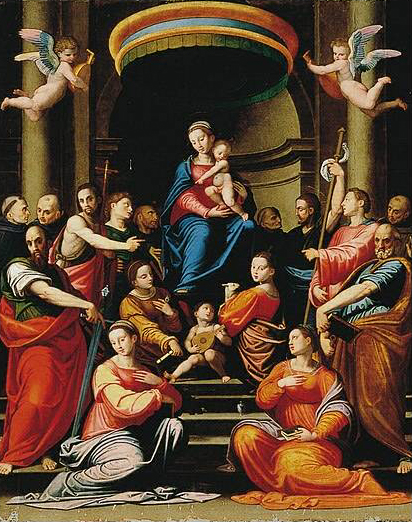
Sacra Conversazione di fra Paolino
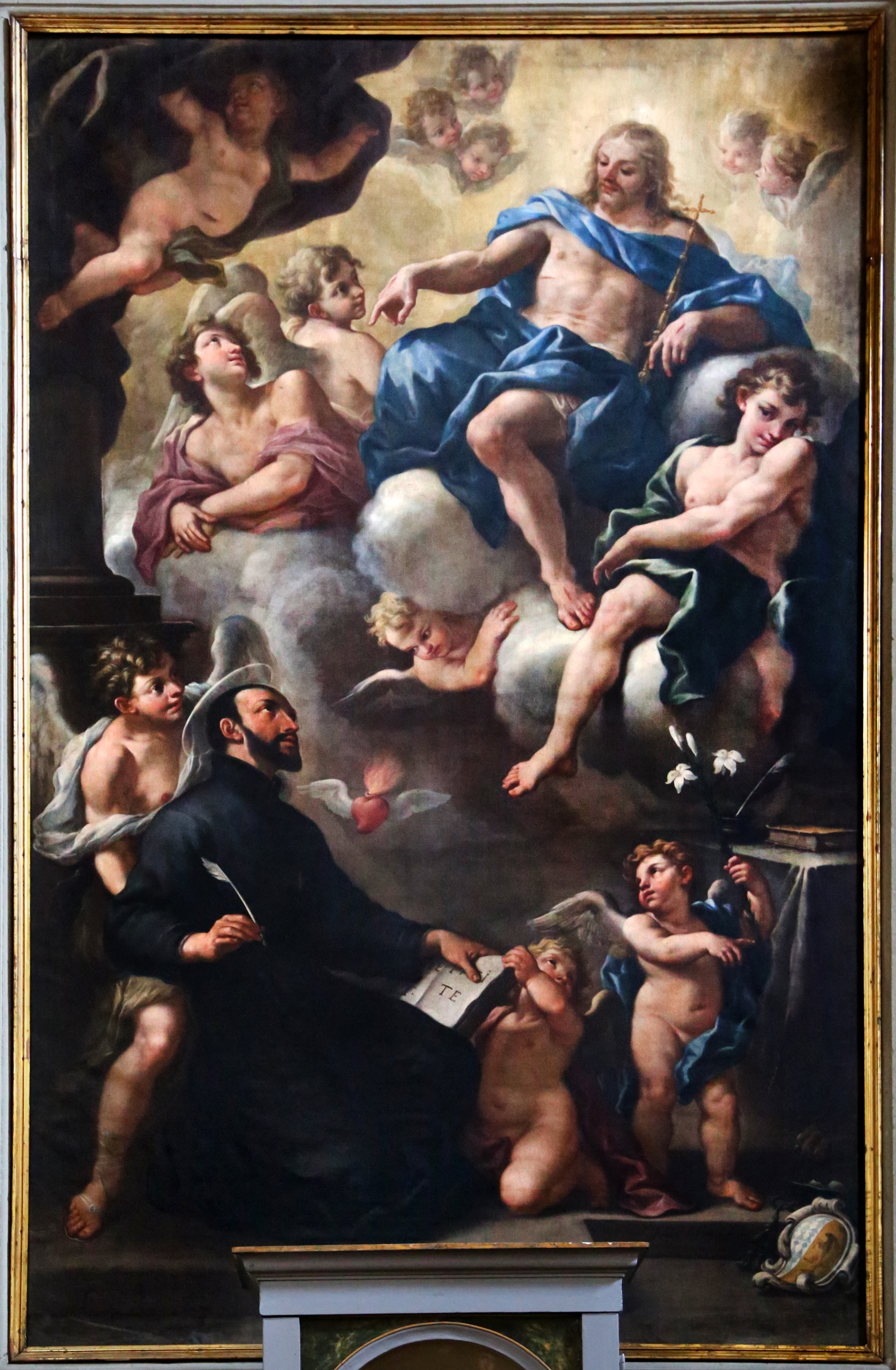
Cristo in gloria con san Gaetano da Thiene di Paolo de Matteis